# Sacred Reich
Sacred Reich — Грув-метал-группа из Аризоны, США, образованная в 1985 году. Первые записи были произведены на Metal Blade Records. Группа распалась в 2000 году. В 2007 Sacred Reich объединились снова, но планов на запись нового альбома у них нет, сообщил Фил Райнд в своем интервью. Альбомы «Ignorance» и «Surf Nicaragua» часто относят[кто?] к классике трэш-метала. В 2019 году группа наконец созрела для выпуска долгожданного альбома. Он получил название «Awakening» и был издан лейблом Metal Blade Records. Джои Радзивилл заменил Джейсона Рейни на ритм-гитаре в 2019 году.
Sacred Reich часто упоминают, наряду с Testament, Destruction, Death Angel и Dark Angel, как лидеров второй волны трэш-метала в конце 1980-х годов. За свою 34-летнюю карьеру (не считая годы распада группы с 2000 по 2006 годы) группа выступала на концертах с такими коллективами, как Iron Maiden, Judas Priest, Megadeth, Slayer, Motörhead, Sepultura, Pantera, Exodus, Testament, Anthrax, Flotsam and Jetsam, Dark Angel, Accept, Napalm Death, Obituary, D.R.I, Vio-lence, Forbidden, Holy Moses, Gwar, Suicidal Tendencies, Iron Reagan, Overkill, Kreator, Destruction, Corrosion of Conformity, Queensrÿche, King Diamond, Municipal Waste, Cro-Mags, Sick of It All, Excel, Atrophy, Heathen, Armored Saint, Nuclear Assault, Crumbsuckers, M.O.D., Agnostic Front, Death Angel, Onslaught, Xentrix, Coroner, Danzig, Crowbar, Viking, Evildead, Savatage, Trouble, Cathedral и Omen.

## История
Выпустив несколько альбомов на лейбле Metal Blade Records, Sacred Reich на короткое время подписали контракт с Hollywood Records, но позже вернулись в Metal Blade, чтобы продолжить свою музыкальную карьеру. После распада в 2000 году группа объявила в ноябре 2006 года, что летом 2007 года они отыграют несколько концертов в Европе, включая Wacken Open Air.
На протяжении всей своей 37-летней карьеры (за исключением перерыва с 2000 по 2006 год) Sacred Reich выступали с концертами по всему миру, в том числе в клубах, театрах, на аренах и фестивалях. Они выступали вместе с многочисленными группами, такими как Iron Maiden, Judas Priest, Megadeth, Slayer, Motörhead, Sepultura, Pantera, Exodus, Testament, Anthrax, Flotsam and Jetsam, Dark Angel, Accept, Napalm Death, Obituary, D.R.I, Vio-lence, Forbidden, Holy Moses, Forced Entry,Gwar, Суицидальные наклонности, Железный Рейган, Перебор, Креатор, Разрушение, Коррозия соответствия, Queensrüche, King Diamond,Муниципальные отходы, Кромаги, Надоело все это, Эксель, Атрофия, Язычник, Бронированный Святой, Ядерное нападение, Крошки, М.О.Д., Фронт агностиков, Ангел Смерти, Натиск, Ксентрикс, Коронер, Данциг, Лом, Викинг, Evildead, Savatage, Trouble, Собор и Омен.
Бывший барабанщик Дэйв Макклейн присоединился к Machine Head в 1995 году. Ведущий гитарист Уайли Арнетт (Wiley Arnett) сформировал The Human Condition вместе с вокалистом St. Madness Prophet в июле 2000 года.
Группа также внесла кавер-версию песни Black Sabbath «Sweet Leaf» в сборник Hempilation: Freedom Is NORML в пользу NORML, а кавер-версия песни Subhumans «The Big Picture» появилась на второй стороне промо-сингла «Open Book». Коробочный сет из трех дисков с ремастированными версиями Ignore и Surf Nicaragua с дополнительным бонусным материалом, включая демо-кассету «Draining You of Life» и концертный DVD, был выпущен в Европе только летом 2007 года лейблом Metal Blade Records. Весной 2017 года группа объявила о своем первом турне по Северной Америке за 21 год.
В январе 2018 года Sacred Reich подписали контракт с лейблом Metal Blade Records и начали работать над своим пятым студийным альбомом Awakening, который был выпущен в августе. 23, 2019. Это первый полноформатный студийный альбом группы со времен альбома Heal 1996 года и их первый с барабанщик Дэйв Макклейн и гитарист Джоуи Радзивилл заменили основателей группы Грега Холла и Джейсона Рейни соответственно.
Основатель и бывший гитарист Джейсон Рейни скончался 16 марта 2020 года в возрасте 53 лет от сердечного приступа.
По состоянию на сентябрь 2020 года Sacred Reich работают над своим шестым студийным альбомом

## Дискография
- 1986: Draining You of Life (Демо)
- 1987: Ignorance
- 1988: Surf Nicaragua (EP)
- 1989: Alive at the Dynamo (Концертный альбом)
- 1990: The American Way
- 1991: A Question (EP)
- 1993: Independent
- 1996: Heal
- 1997: Still Ignorant: 1987—1997 (Концертный альбом)
- 2007: Surf Ignorance (Сборник)
- 2009: The American Way (remastered)
- 2010: Independent (remastered)
- 2019: Awakening